# Рейвен Сондерс
Рейвен Сондерс (англ. Raven Saunders; нар. 15 травня 1996) — американська легкоатлетка, яка спеціалузіється у штовханні ядра.

## Із життєпису
Срібна олімпійська призерка (2021).
Фіналістка Олімпійських ігор-2016 (5-е місце).
Срібна призерка Континентального кубка (2018).
Срібна призерка чемпіонаат світу серед юніорів (2014).
Чемпіонка США (2017).
Чемпіонка Студентського чемпіоната США (2015, 2016).
Випускниця Університета Міссісіпі (2018).

## Особисте життя
Сондерс ідентифікує себе як небінарну та квір-особу. Вона зізналася своїй матері у своїй квірності у третьому класі.

## Основні міжнародні виступи
| Рік  | Змагання                      | Місто          | Місце | Примітки         |
| ---- | ----------------------------- | -------------- | ----- | ---------------- |
| 2014 | Чемпіонат світу серед юніорів | Юджин          | 2     |                  |
| 2016 | Олімпійські ігри              | Ріо-де-Жанейро |       |                  |
| 2017 | Чемпіонат світу               | Лондон         |       |                  |
| 2018 | Континентальний кубок         | Острава        | 2     |                  |
| 2021 | Олімпійські ігри              | Токіо          | 2     | Відео на YouTube |